# أندريا لوتشي
أندريا لوتشي (بالإيطالية: Andrea Luci)‏ (30 مارس 1985 ببيومبينو في إيطاليا - ) هو لاعب كرة قدم إيطالي في مركز الوسط. لعب مع فيورنتينا ونادي أسكولي ونادي بيسكارا ونادي ليفورنو ويوفنتوس وسسارة توريس ‏.

## روابط خارجية
- أندريا لوتشي على موقع قاعدة بيانات كرة القدم.إي يو (الإنجليزية)
- أندريا لوتشي على موقع عالم كرة القدم.نت (الإنجليزية)
- أندريا لوتشي على موقع AS.com (الإسبانية)